# Angel (säsong 2)
Säsong 2 av Angel sändes 2000-2001.

## Lista över avsnitt
| Nr i serien | Nr i säsongen | Titel                               | Regissör            | Manus                            | Originalvisning   |
| --- | ------------- | ----------------------------------- | ------------------- | -------------------------------- | ----------------- |
| 23 | 201           | "Judgement"                         | Michael Lange       | Joss Whedon David Greenwalt      | 26 september 2000 |
| Efter att av misstag dödat sin beskyddare, hjälper Angel en gravid kvinna som jagas av demoner. |               |                                     |                     |                                  |                   |
| 24 | 202           | "Are You Now or Have You Ever Been" | David Semel         | Tim Minear                       | 3 oktober 2000    |
| Angel hjälper en kvinna från 1950-talet som bor på lamen på Hyperion Hotel, en firma med en lång historia av död och galenskap. I nutiden, återvänder han till Hyperion och söker upp demonen han vägrade stoppa 50 år tidigare. |               |                                     |                     |                                  |                   |
| 25 | 203           | "First Impressions"                 | James A. Contner    | Shawn Ryan                       | 10 oktober 2000   |
| Angel träffar en romantisk Darla i sina drömmar. Samtidigt svor Cordelia att beskydda Gunn. |               |                                     |                     |                                  |                   |
| 26 | 204           | "Untouched"                         | Joss Whedon         | Mere Smith                       | 17 oktober 2000   |
| 27 | 205           | "Dear Boy"                          | David Greenwalt     | David Greenwalt                  | 24 oktober 2000   |
| 28 | 206           | "Guise Will Be Guise"               | Kirshna Rao         | Jane Espenson                    | 7 november 2000   |
| 29 | 207           | "Darla"                             | Tim Minear          | Tim Minear                       | 14 november 2000  |
| 30 | 208           | "The Shroud of Rahmon"              | David Grossman      | Jim Kouf                         | 21 november 2000  |
| 31 | 209           | "The Trial"                         | Bruce Seth Green    | D. Petrie T. Minear D. Greenwalt | 28 november 2000  |
| 32 | 210           | "Reunion"                           | James A. Contner    | Tim Minear Shawn Ryan            | 19 december 2000  |
| 33 | 211           | "Redefinition"                      | Michael Grossman    | Mere Smith                       | 16 januari 2001   |
| 34 | 212           | "Blood Money"                       | R.D. Price          | Shawn Ryan Mere Smith            | 23 januari 2001   |
| 35 | 213           | "Happy Anniversary"                 | Bill Norton         | David Greenwalt Joss Whedon      | 6 februari 2001   |
| 36 | 214           | "The Thin Dead Line"                | Scott McGinnis      | Jim Kouf Shawn Ryan              | 13 februari 2001  |
| 37 | 215           | "Reprise"                           | James Whitmore, Jr. | Tim Minear                       | 20 februari 2001  |
| 38 | 216           | "Epiphany"                          | Tom Wright          | Tim Minear                       | 27 februari 2001  |
| 39 | 217           | "Disharmony"                        | Fred Keller         | David Fury                       | 17 april 2001     |
| 40 | 218           | "Dead End"                          | James A. Contner    | David Greenwalt                  | 24 april 2001     |
| 41 | 219           | "Belonging"                         | Turi Meyer          | Shawn Ryan                       | 1 maj 2001        |
| 42 | 220           | "Over the Rainbow"                  | Fred Keller         | Mere Smith                       | 8 maj 2001        |
| 43 | 221           | "Through the Looking Glass"         | Tim Minear          | Tim Minear                       | 15 maj 2001       |
| 44 | 222           | "There's No Place Like Plrtz Glrb"  | David Greenwalt     | David Greenwalt                  | 22 maj 2001       |

## Hemvideoutgivningar
Hela säsongen utgavs på DVD i region 1 den 2 september 2003. och i region 2 den 18 oktober 2004.

### Fotnoter
1. ↑  ”Angel - The Complete 2nd Season” (på engelska). TV Shows on DVD. 2 september 2003. Arkiverad från originalet den 10 augusti 2011. https://web.archive.org/web/20110810235307/http://www.tvshowsondvd.com/releases/Angel-Complete-2nd-Season/2458. Läst 17 februari 2017.
2. ↑  ”Angel - Season 1 [DVD [2000]”] (på engelska). Amazon. 18 oktober 2004. https://www.amazon.co.uk/Angel-Season-DVD-David-Boreanaz/dp/B00005UWNX. Läst 17 februari 2017.